# Даурський лісостеп
Даурський лісостеп — смуга луків, чагарників та мішаних лісів на північному сході Монголії та у Сибіру, Росія, що простягається за течією річок Онон та Ульц. У районі також є плоскі водно-болотні угіддя, важливі для перелітних птахів. Екорегіон знаходиться у Палеарктичному царстві з холодним напівпосушливим кліматом. Має площу 209 012 км².

## Розташування та опис
Екорегіон охоплює половину гір Хентей, та простягається на 1000 км на схід від Улан-Батора до північного сходу Монголії через напівпосушливий регіон на південь і схід від Чити, Забайкальський край, Росія.
Центральною лінією екорегіону є річка Онон, що тече на схід через середньовисотні гори (1400—1800 м) до річки Амур.

## Клімат
Через висоту над рівнем моря та віддаленість від океану екорегіон має субарктичний клімат (Класифікація кліматів Кеппена Dwc), континентальний клімат, що характеризується коротким прохолодним літом та вельми холодною довгою зимою з великою різницею між денною та нічною температурою.
На цей регіон також сильно впливає високий барометричний тиск над Монголією.
Середні температури коливаються від -30 °C (січень) до +24 °C (серпень).
Середньорічна кількість опадів 150 мм.

## Флора і фауна
Серед флори варто відзначити: Carex, Poaceae, Betula dahurica, Pinus sylvestris, Larix sibirica.
Серед фауни варто відзначити: Procapra gutturosa, Crocidura suaveolens, Micromys minutus, Microtus maximowiczii, вовк, тхір, Meles, Otocolobus manul.

## Заповідники
- Даурський заповідник
- Національний парк Алханай